# ILBC
인터넷 저 비트레이트 부호화(Internet Low Bitrate Coding)은 글로벌 IP 솔루션(GIPS)이 개발한 오픈 소스 무특허 협대역 음성 코덱이다.
iLBC는 2002년 IETF에 제출되었으며 최종 사양은 2004년에 출판되었다.

## 같이 보기
- RTP 오디오 비디오 프로파일
- 오디오 코덱 비교